# Tyrese Gibson
Tyrese Darnell Gibson (sinh ngày 30 tháng 12 năm 1978) là một ca sĩ, nhạc sĩ, tác giả, rapper, diễn viên, người mẫu, VJ và nhà biên kịch người Mỹ. Sau khi phát hành một số album, anh chuyển sang đóng phim, với vai chính trong một số bộ phim lớn của Hollywood. Anh đóng vai Joseph "Jody" Summers trong Baby Boy, Angel Mercer trong Four Brothers, Roman Pearce trong loạt phim Fast & Furious, và Robert Epps trong loạt phim Transformers. Theo Billboard, Tyrese đã bán được 3,69 triệu album nhạc ở Mỹ.

## Đầu đời
Gibson sinh ra và lớn lên ở Watts, Los Angeles, California. Mẹ anh, Priscilla Murray Gibson là người đã nuôi nấng anh và ba anh chị em của anh sau khi cha anh, Tyrone Gibson bỏ đi.

## Sự nghiệp diễn xuất

### Fast & Furious
Gibson đóng vai Roman Pearce trong loạt phim Fast & Furious. Lần đầu tiên anh đóng vai Pearce cùng với người bạn thân quá cố của mình - Paul Walker trong 2 Fast 2 Furious năm 2003, lần hợp tác thứ hai của anh với Singleton. Anh trở lại với vai Roman Pearce trong Fast Five (2011), Fast & Furious 6 (2013), Fast & Furious 7 (2015), và Fast & Furious 8 (2017).

## Tác phẩm
Năm 2009, Gibson đồng sáng tác truyện tranh 3 tập có tựa đề MAYHEM của Tyrese Gibson! sau khi được truyền cảm hứng từ chuyến thăm Comic Con.
Vào ngày 8 tháng 5 năm 2012, Gibson phát hành cuốn sách đầu tiên của mình, có tựa đề Làm thế nào để thoát ra khỏi con đường riêng của bạn. Nó tiếp tục trở thành sách bán chạy nhất của Thời báo New York. Vào ngày 5 tháng 2 năm 2013, Gibson là đồng tác giả cuốn sách thứ hai của mình cùng với người bạn thân Rev. Run có tựa đề Manology: Secrets of Your Man's Mind Revealed, cũng đã trở thành sách bán chạy nhất của New York Times.

## Đời tư
Gibson đã kết hôn với Norma Mitchell từ năm 2007 đến năm 2009, và cặp đôi có một con, một con gái, sinh năm 2007. Anh kết hôn với Samantha Lee vào ngày 14 tháng 2 năm 2017. Con gái của họ sinh ngày 1 tháng 10 năm 2018.
Gibson đã tự mô tả mình là một Cơ đốc nhân được tái sinh.[44]

## Đĩa nhạc
Album solo
- Tyrese (1998)
- 2000 Watts (2001)
- I Wanna Go There (2002)
- Alter Ego (2006)
- Identity Theft (2011)
- Hoa hồng đen (2015)
- Identity Theft (TBA)

## Phim đã tham gia

### Phim ảnh
| Năm  | Tên phim                            | Vai diễn                       | Ghi chú          |
| ---- | ----------------------------------- | ------------------------------ | ---------------- |
| 2000 | Tình ca                             | Skip/Mad Rage                  | Phim truyền hình |
| 2001 | Bé trai                             | Joseph 'Jody' Summers          |                  |
| 2003 | 2 Fast 2 Furious                    | Roman Pearce                   |                  |
| 2004 | Chuyến bay của Phượng hoàng         | AJ                             |                  |
| 2005 | Bốn anh em                          | Thiên thần Mercer              |                  |
| 2005 | Annapolis                           | Matt Cole                      |                  |
| 2006 | Eo sâu                              | Otis / O2                      |                  |
| 2007 | Robot đại chiến                     | Robert Epps                    |                  |
| 2007 | The Take                            | Adell Baldwin                  |                  |
| 2008 | Cuộc đua chết chóc                  | Joseph "Machine Gun Joe" Mason |                  |
| 2009 | Transformers: Revenge of the Fallen | Robert Epps                    |                  |
| 2010 | Ác thần                             | Kyle Williams                  |                  |
| 2011 | Transformers 3                      | Robert Epps                    |                  |
| 2011 | Fast & Furious 5: Phi vụ Rio        | Roman Pearce                   |                  |
| 2012 | Eldorado                            | David                          |                  |
| 2013 | Fast & Furious 6                    | Roman Pearce                   |                  |
| 2013 | Chúa giáng sinh đen                 | Tyson                          |                  |
| 2015 | Fast & Furious 7                    | Roman Pearce                   |                  |
| 2015 | Khuấy đảo Hollywood                 | Himself                        | Cameo            |
| 2016 | Cớm tập sự                          | Mayfield                       |                  |
| 2017 | Fast & Furious 8                    | Roman Pearce                   |                  |
| 2018 | Tôi là Paul Walker                  | Himself                        | Phim tài liệu    |
| 2019 | Đen và xanh                         | Milo "Mouse" Jackson           |                  |
| 2021 | Fast & Furious 9                    | Roman Pearce                   |                  |
| 2022 | Morbius                             | Simon Stroud                   |                  |

### Video âm nhạc
| Năm  | Nghệ sĩ                                           | Bài hát                       |
| ---- | ------------------------------------------------- | ----------------------------- |
| 1997 | SWV                                               | " Rain "                      |
| 1998 | Usher                                             | " My Way "                    |
| 1999 | Monica                                            | " Angel of Mine "             |
| 2000 | Da Brat                                           | " What'Chu Like "             |
| 2003 | Roselyn Sánchez                                   | " Amor Amor "                 |
| 2003 | R. Kelly với Big Tigger và Cam'ron                | " Snake (Remix) "             |
| 2003 | Ludacris                                          | " Act a Fool "                |
| 2006 | Omarion                                           | "Pullin' Me Back"             |
| 2006 | Chingy                                            | " Pullin' Me Back "           |
| 2007 | Keyshia Cole                                      | " Love "                      |
| 2008 | Akon với Colby O'Donis và Kardinal Offishall      | " Beautiful "                 |
| 2009 | Chris Brown với Lil Wayne và Swizz Beatz          | " I Can Transform Ya "        |
| 2010 | Lady Gaga kết hợp với Beyoncé                     | " Telephone "                 |
| 2013 | Clinton Sparks kết hợp với 2 Chainz và Macklemore | " Gold Rush "                 |
| 2013 | T-Pain với Bo B                                   | " Up Down (Do This All Day) " |
| 2015 | Eric Bellinger với 2 Chainz                       | " Focused On You "            |

## Giải thưởng và đề cử
Giải thưởng âm nhạc Mỹ